# Sīāh Khāleh Sar
Sīāh Khāleh Sar (persiska: سیاه خاله سر) är en ort i Iran.   Den ligger i provinsen Gilan, i den nordvästra delen av landet, 280 km nordväst om huvudstaden Teheran. Antalet invånare är 508.
Terrängen runt Sīāh Khāleh Sar är platt. Runt Sīāh Khāleh Sar är det tätbefolkat, med 493 invånare per kvadratkilometer. Närmaste större samhälle är Reẕvānshahr, 9,4 km väster om Sīāh Khāleh Sar. I omgivningarna runt Sīāh Khāleh Sar växer i huvudsak blandskog.